# Igelkottsvägens metrostation
Igelkottsvägen (finska: Siilitie) är en station inom Helsingfors metro i delområdet Västra Hertonäs i stadsdelen Hertonäs.
Metrostationen är den näst minsta, efter Brändö, och ligger mellan Hertonäs och Östra Centrum, där huvudlinjen bryts och två nya linjer uppkommer. Stationen är den enda i Helsingfors som har tagit sitt namn från en gata eller väg istället för en stadsdel.
Stationen öppnades den 1 juni 1982 då hela Helsingforsmetron invigdes. Jaakko Ylinen och Jarmo Maunula projekterade stationen.